# 政治经济学

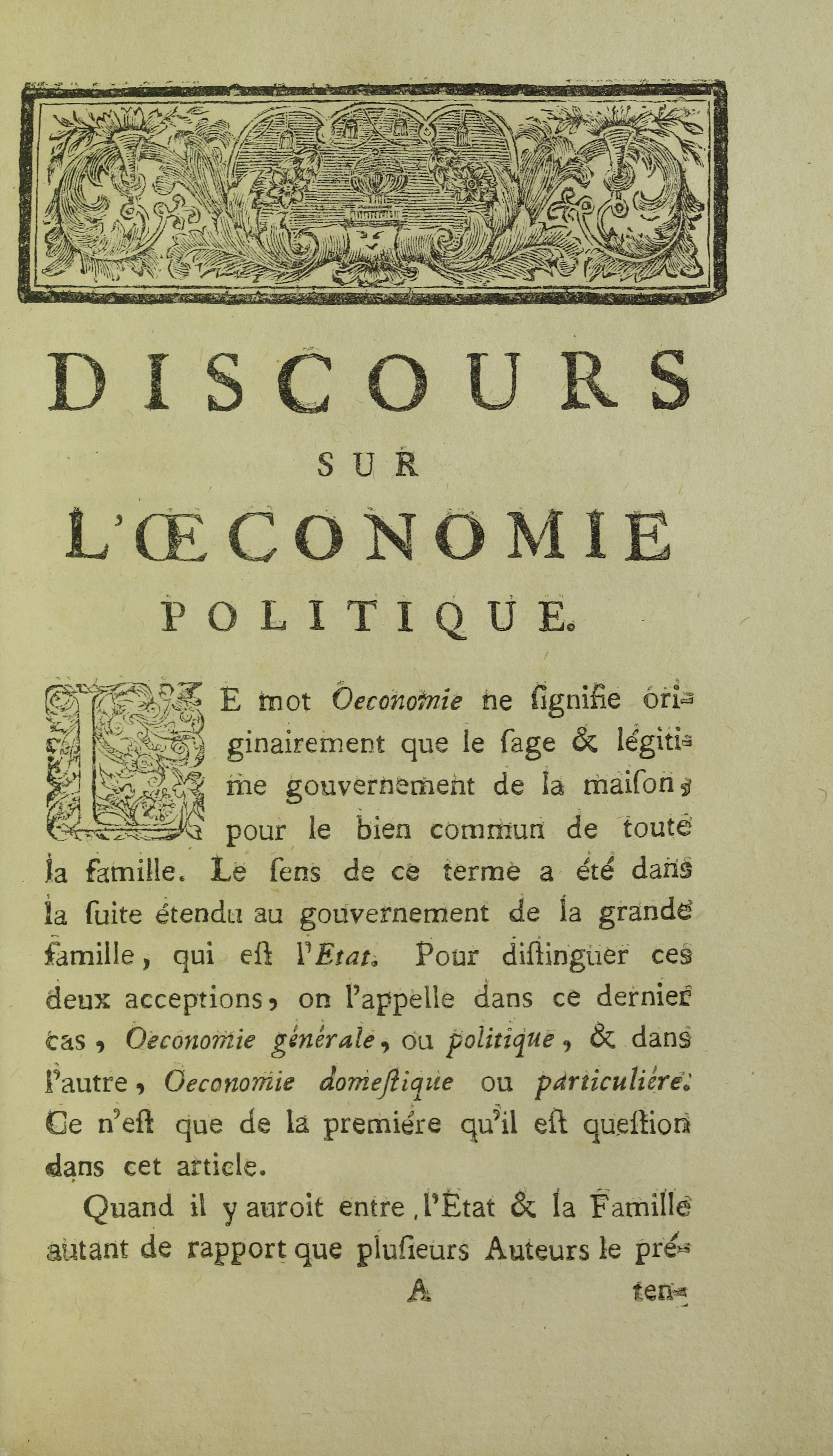
Discours sur l'oeconomie politique 《论政治经济学》——卢梭, 1758

政治经济学（英語：Political economy）是一門跨領域的社會科學，旨在研究政治結構與經濟決策的互動關係。广义上的政治经济学是一门研究政治与经济互动的學科，其源頭可追溯到啟蒙時代的古典政治經濟學。狹義上則是以各種非主流經濟學派主導，現代形式的政治經濟學。
作为一项论题，政治经济学着重于国家与市场之间的关系，就此而言长期与马克思主义有所关联。若作为一项研究方法，政治经济学是指用经济学的理论与方法分析政治现象，包括公共选择、博弈论等。

## 簡介
法國重农主义者认为，土地是一切财富的根本来源。相形之下，古典政治经济学提出的是劳动价值论，即财富来源于劳动。这一理论最早由约翰·洛克提出，后来被亚当·斯密、李嘉圖和马克思进一步完善。政治经济学也使人注意到，技术进步在经济和社会关系中所处的位置越来越重要。源於范伯倫與熊彼得等人的演化經濟學即是一門關注科技與社會制度發展的重要子學科。
19世纪末期，在阿爾弗雷德·馬歇爾與傑文斯等邊際主義者的主導下，經濟學一詞漸漸取代政治經濟學。後起的新古典經濟學派從此趋于用数学手段研究经济问题，而非生产和消费的结构关系。
现代形式的政治经济学，是指用多元而又相关的方法，研究经济行为，将经济学与其他学科交叉，用不同的基本假设挑战正统经济学思想：
- 政治经济学一般是指经济、法律、社會學和政治学的交叉研究，以理解政治实体和政治环境对市场行为的影响。
- 在政治学领域，这个词是指现代自由主义、现实主义、马克思主义和结构主义理论解读经济与国家权力之间的关系。
- 各種非主流經濟學派是現代政治經濟學的主要構成，因此兩者經常被交替使用。其中較為知名的學派有馬克思主義經濟學，制度經濟學、奧地利學派，與後凱因斯經濟學。[3]
- 国际政治经济学(IPE)是研究国际贸易和金融、国家政策（货币、财政政策）对国际贸易的影响的交叉学科。嚴格意義上，國際政治經濟學不屬於非主流經濟學的一員，而是一門跨領域社會科學。[4]
- 经济学者有时也把这个词与博弈论的研究手段联系起来
- 人类学家、社会学家和地理学家用这个词表示新马克思主义对发展问题的研究手段，如沃勒斯坦的世界体系理论、人类学中的政治经济学派等。[5]

## 历史
18世纪在英国，政治经济学一词最早用来取代法国的重农主义。政治经济学主要的思想家包括亚当·斯密，大卫·李嘉图和卡尔·马克思。1805年，托马斯·马尔萨斯受聘于英国东印度公司学院，成为英国第一位政治经济学教授。19世纪后半叶，许多学者认为，国家不应该干预市场，政治和市场应根据不同的原则分离，所以政治经济学应分为两个学科：政治学和经济学。1870年，新古典主义经济学家阿尔弗莱德·马歇尔开始用经济学取代政治经济学，但是诸如剑桥大学之类学校并不接受这个改变。
“自由经济”一词在18和19世纪的意思是清除贸易、资本和经济领域里的壁垒：降低关税，统一度量，利用中央银行和金本位制度促进贸易活动。这些理论建立在李嘉图的比较优势学说上，并推动了第一次全球化浪潮。
在古典自由主义兴盛的同时，观点对立的思想如社会主义和共产主义也发展起来了，声称自由竞争的资本主义（古典自由主义）无法解决资源的调配问题，从而导致大多数人民的苦难生活。社会主义思想体系里最重要的思想家是卡尔·马克思，他秉承亚当·斯密的劳动价值论，关注于生产力和生产关系的矛盾和斗争。

## 研究范围
政治经济学研究生产方式及其与之相适应的生产和交换关系，特别是资本，在经济活动中的表现。经济学往往关注价格，把生产和消费看作是对价格发生影响，而政治经济学把经济看成是政策和法律对现实发挥影响的表现。
“使用价值”与“交换价值”之间的分歧造成“价值”与“价格”或者“资本价值”与“商品价值”之间的差异；相形之下，新古典经济学反对把价值从价格中分离。在政治经济学里，劳动是制造变化的人类行为，资本是将这种变化放大的手段。劳动的结果是商品，引导出交换和消费，进一步产生消费后废物处理问题。
在市场中的私人交换，建立在所有权和权利的法律框架中，也称为私有经济活动。政府的交换行为是通过政治和政策影响市场来完成的，政府在市场经济裡的行为称为公有经济活动。政治经济学关注的是基本事实，因此采用交叉学科的研究手段；政治经济学谈论经济系统的时候，往往是指自由市场经济。

### 生产
在政治经济学中，生产指的是劳动的使用，即在资本的协助下，创造出具有使用性的确定的可认知的东西。生产关系的研究对政治经济学非常重要，因为经济学家仅认识到总体需求，但总有特定的资源会成为生产的瓶颈。政治活动重点围绕着保障那些会产生瓶颈的资源。
政治经济学将生产看作经济的中心活动，把劳动看作政府行为的最终瓶颈。政府必须利用现有的劳动力资源满足需求，有足够的资本保障劳动的有效。在亚当·斯密的《国富论》中，政治经济学的基本公式表述为：
资本（劳动） - 投资 - 消费 = 盈余或赤字
资本是以劳动为参数的函数。投资是生产所需要的资本，消费是对产品的使用。国家有财政盈余的话，就会购买物资、进行投资或消费。国家投资和消费的总额大于其产出，就会出现财政赤字，那么就必须出卖资产或举债来平衡。
对生产的研究专注于资本与劳动的广义交互关系。因为劳动必须要借助资本、以具备一定的技能和錢为条件。

### 资本
任何能够更有效的组织劳动将材料转变为可使用形式的手段都可称为资本。实物资本是指能够增加产出的确切实体。智力资本是指能够使劳动者工作更加高效率的理念、思想、设计、理论和信息。人力资本是指劳动力为使用资本所做的准备，包括教育、社会规范、伦理、关系网络、沟通能力和健康等内容。

### 流通
劳动力和资源需要与资本相结合，而且商品需要运送到交换和消费市场上去。于是就产生了流通的需要——人员、物资和信息的流通。

### 交换
从政治经济学的观点来看，交换是商品生产者与消费者的投资交换过程。每个生产者都是消费者，同样，每个消费者也是生产者。市场提供交换机制，货币提供交换媒介。结果是，货币政策的变动成为政治经济学研究的中心议题。
交换的基本结构决定了可能的市场范围，政治经济学把经济活动的长期目标视为持续创造经济规则和秩序以使人类生活的舒适程度最大化。亚当·斯密的《国富论》列举一系列市场功能的要求，包括交换的稳定性及提供给企业可预期的利润率等，对交换机制（供給和需求）的相關研究根植于经济学中。

### 消费
消费是实现产品的使用功能，可以表现为休闲、健康、自由或舒适为目的的商品消费。

### 環境經濟
在20世紀後半的政治經濟學界興起關注環境議題的興趣。一方面引入經濟學方法來分析研究環境保護問題，另一方面也從環境保護方面來研究政治經濟層面上的影響。比如說在全球暖化的議題上，碳排放交易被認為是運用市場經濟來促進環境保護的一個例證；然而與此同時，全球暖化爭議也在美國的民主黨與共和黨的政策主張上有了很明顯的區別，同時也影響了美國的外交（京都議定書、哥本哈根協議）。
傳統的政治經濟學較少碰觸環境經濟的議題，在現代的政治經濟學討論中，很難不談到政治經濟學與環境的交互影響。而有時這方面的經濟活動也被稱為绿色经济。

## 一般规范
政治经济学研究可划分为两类规范：分配和生产。

### 分配方式
- 自由主义：自由主义认为，资本剩余价值应归给个人积累，但是社会的剩余价值和花费应该尽可能广泛地在满足每个人的努力和期待的框架中分配。自由主义有关扩张个人权利的哲学来源于约翰·洛克和托马斯·杰斐逊，每个社会成员有权得到合理的生活水准。
- 保守主义：保守主义认为，资本剩余价值应归给个人积累，但是对于国家而言，如何处理社会剩余价值要因地制宜。有些重要的社会开支必须由全社会承担，例如，国防、国际贸易和维护社会公共水准的慈善设施等。
- 社会主义：社会主义认为，资本剩余价值在社会剩余价值中所占比例很低，人类生产的大部分剩余价值是可预测的，因此，社会应当控制生产手段，并且为了全社会成员的共同利益，平均分配社会财富。社会主义对18世纪的人类苦难持批评态度，代表人物包括让-雅克·卢梭。在社会主义者眼中，市场无法有效分配社会财富，私有制是另一个暴君——资本主义的暴君代替了封建领主暴君。时至今日，许多社会民主党人仍然认为，除经济手段之外，用某种形式的协作和政治手段去实现社会目标是必要的。此外，大多数社会主义者仍坚持詹姆斯·穆勒的观点，社会的最佳形态是为绝大多数社会成员的最大利益服务。
- 自由意志主義（又稱自由至上主義）：自由意志主义否认资本剩余价值和社会剩余价值之间的重大差别，认为一切促进生产的资本剩余价值都应该归个人所有。他们的主张来源于约翰·洛克、托马斯·杰斐逊、亚当·斯密和亨利·戴维·梭罗，自称是“古典自由主义”。他们认为没有社会剩余价值，任何重新分配都是不公正的，经济应该与政治完全分离。
- 共产主义：与自由意志主义类似，共产主义否认资本剩余价值和社会剩余价值之间的差别，但是相反，认为一切剩余价值来自社会创造。共产主义主要的思想家包括卡尔·马克思，即马克思主义思想体系的奠基人。其他重要的马克思主义者包括恩格斯、列宁和托洛茨基等。

### 生产方式
- 个人主义：个人主义认为，具有意志和意愿的个人是生产的基本单位，个人的成就感和幸福至关重要。社会是提供个人幸福的功能手段，个人对生产的贡献总是可度量的。
- 共同体主义：共同体主义认为由独特的个人组成的共同体是生产的基本形式。共同体主义并非完全反对个人主义，但是更加侧重社区和社会的共同利益。
- 集体主义：集体主义认为，个人对生产的贡献难以衡量，一切成果是集体努力的结果。

## 相关学科
- 社会学
- 傳播理論
- 人类学
- 心理学
- 经济学
- 政治学
- 法学
- 生态学
- 國際政治經濟学